# Neutrální osa

Prostý nosník namáhaný ohybem, neutrální osa je naznačena čárkovanou čárou.

Neutrální osa (zkracováno jako NO či N.O.) je osa v ohýbaném prvku (nosníku, desce), která není v podélném směru namáhána ani tlakem ani tahem. Pokud se jedná o souměrné, izotropické a rovinné (dosud neprohnuté) těleso, pak se neutrální osa nachází v jeho geometrickém středu. Mechanické napětí, které je v neutrální ose nulové, pak roste na obě strany – na jedné straně vzniká napětí tahové, na druhé straně pak tlakové (u pružného a izotropního materiálu je toto napětí úměrné vzdálenosti od neutrální osy).